# Într-o altă țară
Într-o altă țară (în engleză In Another Country) este o povestire din 1927 a scriitorului american Ernest Hemingway.